# Jaime Ortega Alamino
Jaime Lucas Ortega y Alamino (Jagüey Grande, provincia de Matanzas, 18 de octubre de 1936-La Habana, 26 de julio de 2019), más conocido como Jaime Ortega Alamino, fue cardenal y arzobispo cubano de la arquidiócesis de La Habana.

## Biografía
Ortega nació el 18 de octubre de 1936 en Jagüey Grande, Matanzas, Cuba. Estudió para el sacerdocio en el Seminario de San Alberto Magno en Matanzas y en el Seminario de Misiones Extranjeras en Laval, Quebec, Canadá. Fue ordenado sacerdote el 2 de agosto de 1964 por el obispo de Matanzas José Domínguez Rodríguez. Estuvo destinado en varias parroquias de la diócesis de Matanzas de 1964 a 1966. Ortega fue internado por el gobierno comunista cubano, de 1966 a 1967, en la Unidad Militar de Ayuda a la Producción (UMAP).
Fue ordenado sacerdote el 2 de agosto de 1964; arzobispo el 14 de junio de 1979, y finalmente elevado a cardenal el 26 de noviembre de 1994. En el Año Jubilar 2000, presidió como Delegado Especial del Santo Padre, el Congreso Eucarístico Nacional de El Salvador, Centroamérica, y presidió el II Congreso Eucarístico de La Habana, que pudo realizarse, con algunas celebraciones públicas, los días 8, 9 y 10 de diciembre.
El Cardenal Jaime Ortega ha sido presidente de la COCC en tres períodos consecutivos (1988-1998), y nuevamente de 2001 a 2004. En calidad de tal participó en la IV Conferencia General del Episcopado Latinoamericano en Santo Domingo. Fue miembro del Comité Permanente de la COCC, y presidente de su Comisión de pastoral social.
El 8 de septiembre de 1993, Jaime Ortega, junto al arzobispo de Santiago de Cuba Pedro Claro Meurice Estiu y los obispos de las distintas arquidiócesis de Cuba dieron a conocer el documento conocido como Carta Pastoral El Amor todo lo espera, la cual fue criticada por el gobierno comunista cubano, así como por la prensa oficial, la cual sin embargo nunca publicó dicho documento.
El 26 de abril de 2016, el papa aceptó su renuncia por edad. Su sucesor es Juan de la Caridad García Rodríguez, hasta entonces arzobispo de Camagüey. Falleció el 26 de julio de 2019 en La Habana, a consecuencia de un cáncer de hígado que se fue agravando desde el 22 de junio. Tras el solemne funeral presidido dos días después por su sucesor, el arzobispo Juan de la Caridad García Rodríguez, en la Catedral de la Inmaculada Concepción, fue sepultado en la Necrópolis de Cristóbal Colón.

## Puntos de vista
Jaime Ortega Alamino fue crítico tanto del capitalismo como del comunismo. Al igual que Juan Pablo II, instó a su nación a no construir un futuro poscomunista sobre la base de principios hipercapitalistas. En 1998 alertó sobre la influencia insidiosa en Cuba de una "especie de subcultura americana que lo invade todo: es una moda, una concepción de la vida". En septiembre de 1993 la Conferencia de Obispos Católicos de Cuba, encabezada por el Cardenal Ortega, publicó el mensaje “ El amor todo lo espera('El amor lo soporta todo'), crítico con el gobierno comunista cubano y pidiendo un nuevo rumbo del país. En abril de 2010 dijo que Cuba estaba en crisis.

## Activismo político
El 20 de mayo de 2010, Dionisio García Ibáñez, arzobispo de Santiago de Cuba y el cardenal Ortega se reunieron con el presidente cubano Raúl Castro para tratar temas relacionados con los disidentes políticos encarcelados. Ortega dijo que "va a haber un proceso y este proceso tiene que empezar con pequeños pasos y estos pasos se van a dar". La reunión de alto nivel seguida de conferencias de prensa fue inusual. El Cardenal Ortega se reunió con el Secretario de Estado de los Estados Unidos, John Kerry, el 14 de agosto de 2015, antes de la visita de Kerry con el ministro de Relaciones Exteriores de Cuba, Bruno Rodríguez Parrilla; luego de visitar a Kerry, Ortega afirmó que la situación estaba mejorando. 
Durante las negociaciones para renovar las relaciones diplomáticas entre Cuba y Estados Unidos, el Cardenal Ortega, sin previo aviso público, visitó la Casa Blanca y entregó en mano una carta del Papa Francisco al Presidente Barack Obama. 

## Premios y distinciones
Recibió los siguientes premios:
- Gran Cruz al Mérito Humanitario, otorgada por la Institución del Mérito Humanitario (Barcelona, 2004).
- Doctor honoris causa por las Universidades de: St Thomas y Berry (Miami, Florida); Providence (Rhode Island), St John (Nueva York), la Universidad de San Francisco (California), y la Universidad Popular Autónoma (Estado de Puebla, México).
- Premio anual de la Fundación Bonino Pulejo, de Mesina, Italia, entre otros.[15]

| Predecesor: Francisco Ricardo Oves Fernández | Arzobispo de La Habana 1981-2016 | Sucesor: Juan García Rodríguez |